# Marechalato Real
Real Marechalato dos Países Baixos (em neerlandês Koninklijke Marechaussee), também nomeado "Gendarmeria Real", abreviado como ''KMar'', é a força de gendarmeria nacional do Reino dos Países Baixos, desenvolvendo tanto o serviço de polícia sobre militares, quanto as tarefas de policiamento sobre civis. É também uma das duas forças policias nacionais (em conjunto com a policia nacional civil) e um dos quatro serviços das Forças Armadas dos Países Baixos. 

## História
Os Corps de Maréchaussée foram criados pelo Rei Guilherme I para substituir a Gendarmaria Francesa em 26 de outubro de 1814. A palavra gendarmeria (gendarmerie) ganhou uma conotação negativa durante a ocupação da França, então Guilherme chamou a nova força de marechaussée ou "marechais" (ele esqueceu um acento agudo no primeiro documento). Maréchaussée era uma palavra francesa alternativa para a gendarmerie. Naquele momento, os marechais eram parte do exército (landmacht). Os marechais ganharam a tarefa de manter a ordem pública e guardar as principais estradas. Apesar de não especificamente mencionado, também estavam incluídos os deveres de polícia sobre o pessoal do exército. Como tal, os marechais passaram a fazer parte da polícia nacional (rijkspolitie).

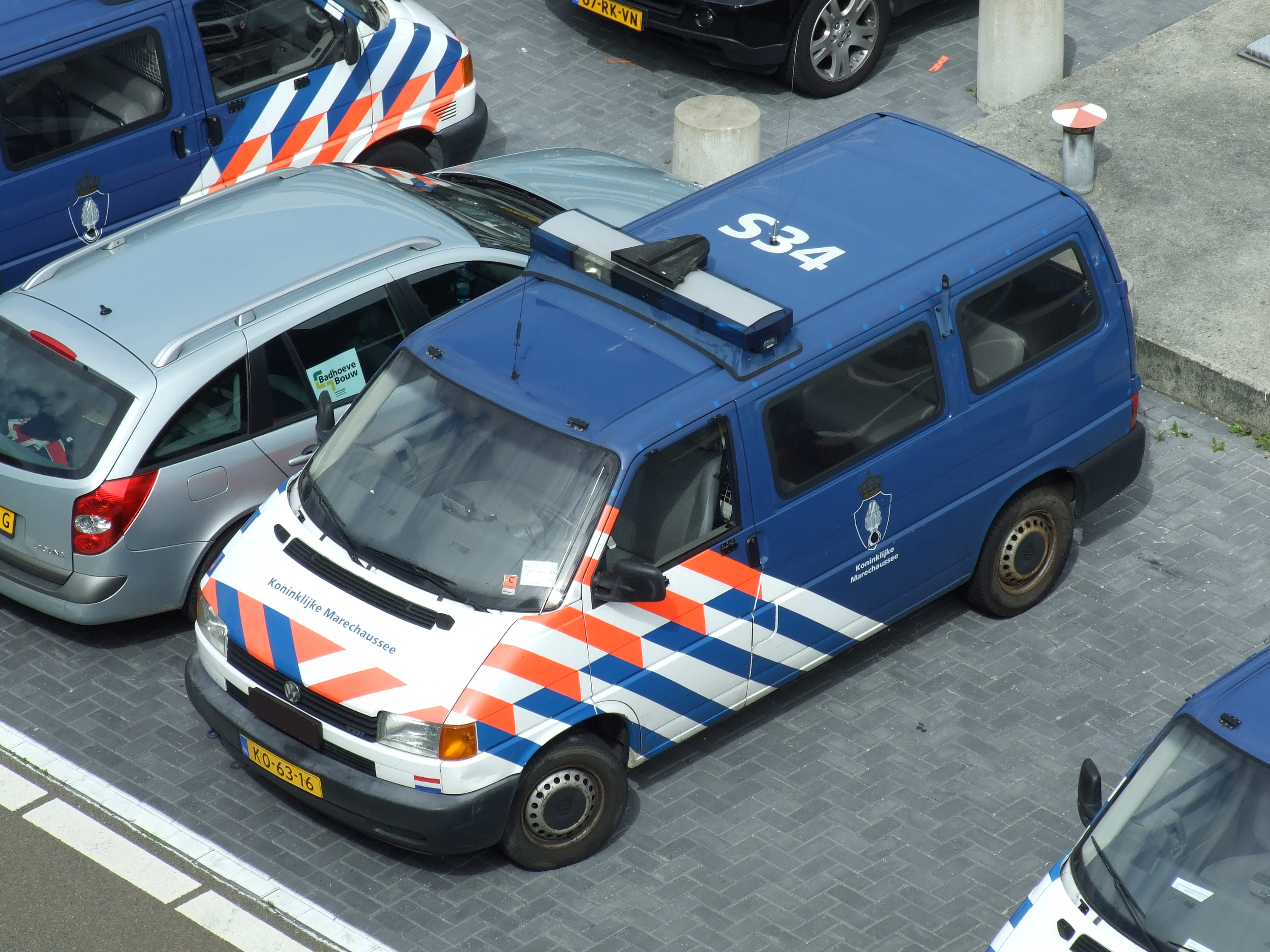
Uma van da Marechaussee.

O Marechalato era a única força policial em diversos pequenos municípios, como Venlo, especialmente nas províncias sulistas de Limburgo e Brabante do Norte.
Em 1908, a Rainha Guilhermina determinou aos marechais a guarda dos palácios reais, que era anteriormente desempenhada pelos jardineiros. Até os dias atuais, a guarda dos palácios é chamada de klompendienst ("Serviço de Tamanco").
Em 5 de julho de 1940, o governo de ocupação alemão juntou o Marechalato com os rijksveldwacht (vigilantes rurais) e os gemeenteveldwacht (guardas de vigilância municipais). Isso significava que os marechais perdiam seu status militar e o predicado de "real". Essas mudanças não se aplicaram ao Marechalato fora do território holandês ocupado. Cerca de 200 marechaussees guardaram a família real e o governo holandês no exílio, e proveram serviço de policiamento militar à Brigada Princesa Irene, formada no Reino Unido constituída de holandeses.
Após a Segunda Guerra Mundial, o Marechalato foi colocado junto aos Korps Rijkspolitie (Corpos de Polícia Nacional) com a substituição dos vigilantes rurais e dos guardas de vigilância municipais e da Royal Marechaussee, que voltou a ter seu status militar. As principais tarefas do Marechalato então passaram a ser de guarda de fronteiras, polícia militar e serviço de guarda.
Em 3 de julho de 1956 a Princesa Beatrix se tornou a patronesse do Marechalato Real dos Países Baixos.
Em 1994, as polícias nacional e municipal foram transformadas em 25 forças regionais de polícia e na Korps landelijke politiediensten (Agência Nacional de Serviços de Polícia). A Polícia Nacional transferiu o serviço de policiamento aeroportuário e as tarefas de segurança (inicialmente no Aeroporto de Schiphol) ao Marechalato.
Em 1998, o Marechalato se tornou um serviço separado das forças armadas.
Em 2014, uma equipe de 40 marechais holandeses se dirigiram ao leste da Ucrânia para auxiliar na investigação da queda do avião da Malaysia Airlines. Eles providenciaram segurança para a equipe internacional e assistência na coleta de evidências no local do acidente.

## Emblema

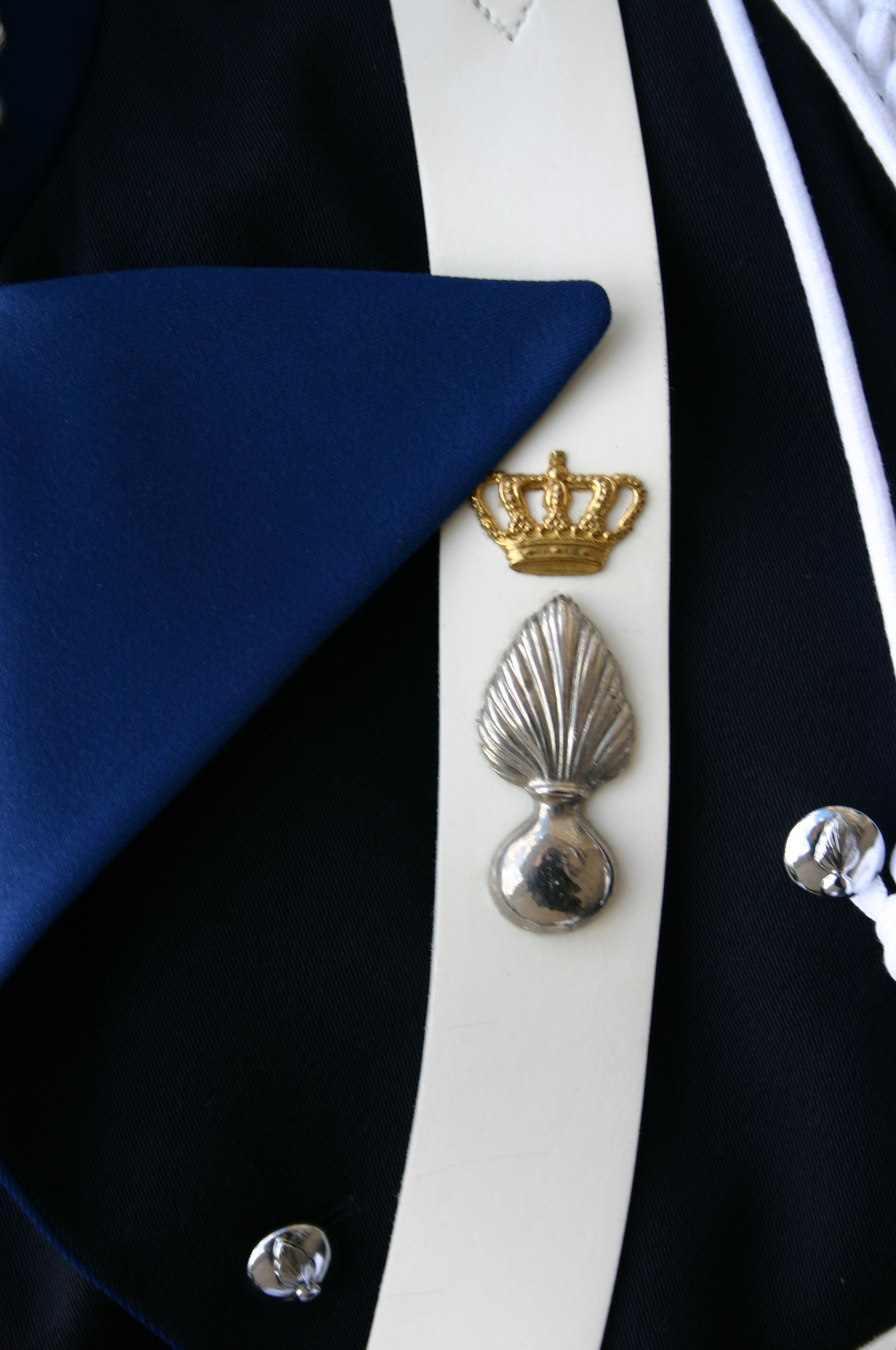
A Granada

O emblema do Marechalato Real dos Países Baixos é, como o de diversas outras gendarmerias, a granada flamejante. No século XVII, uma nova arma foi introduzida na Europa: a granada de mão. Os soldados que carregavam as granadas eram chamados de "granadeiros". Eles se tornaram uma espécie de soldado de elite em todos os exércitos europeus. Na França, o símbolo da granada foi adotado pela Gendarmerie, no que foi copiada pelas suas similares em todo o continente.
A granada flamejante (mas nesse caso uma estrela de oito pontas) também é o emblema da Rijkspolitie.

## A atual KMar

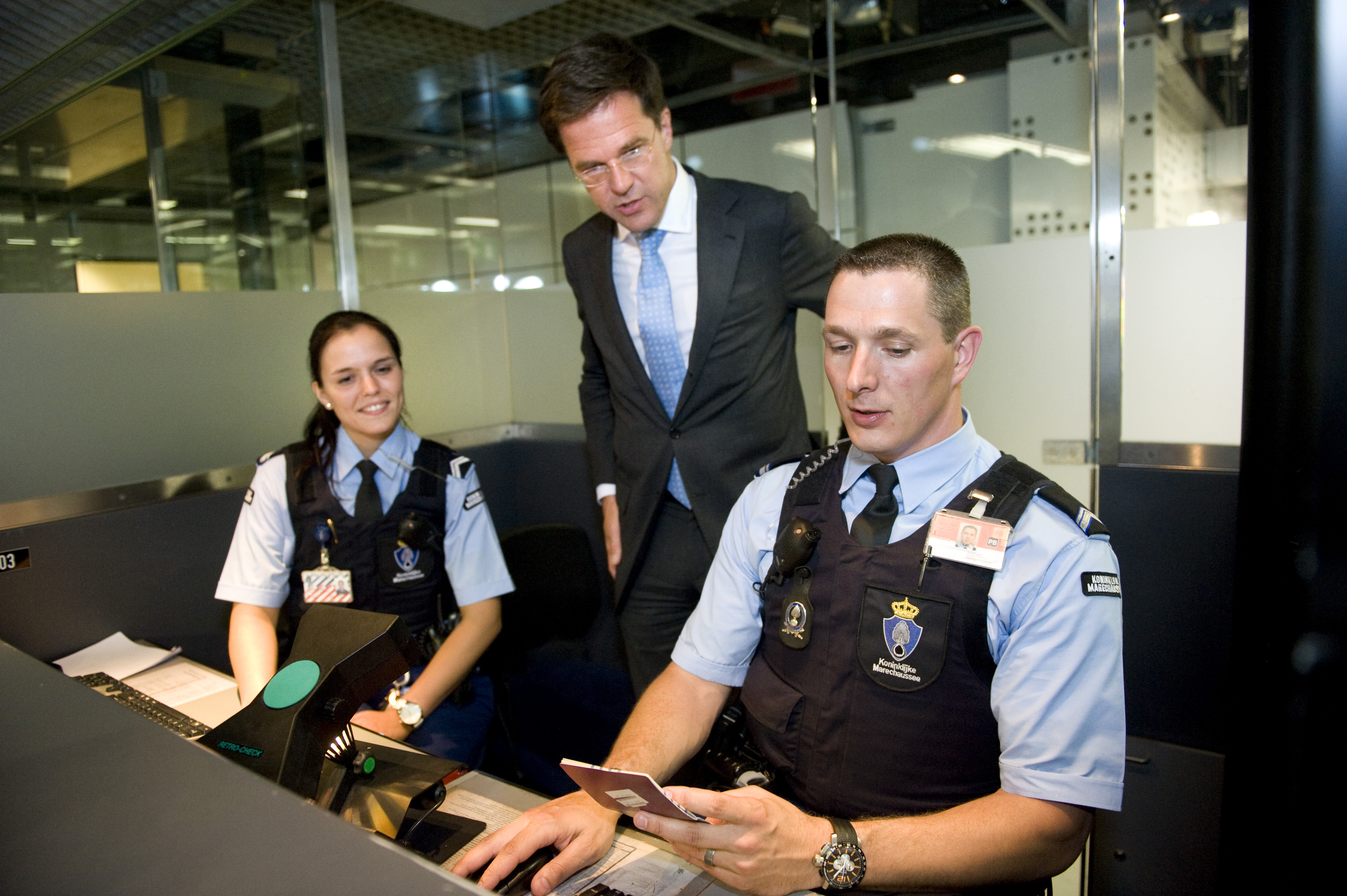
Primeiro ministro Mark Rutte (centro) visita membros do Marechalato no Aeroporto de Amsterdam Schiphol

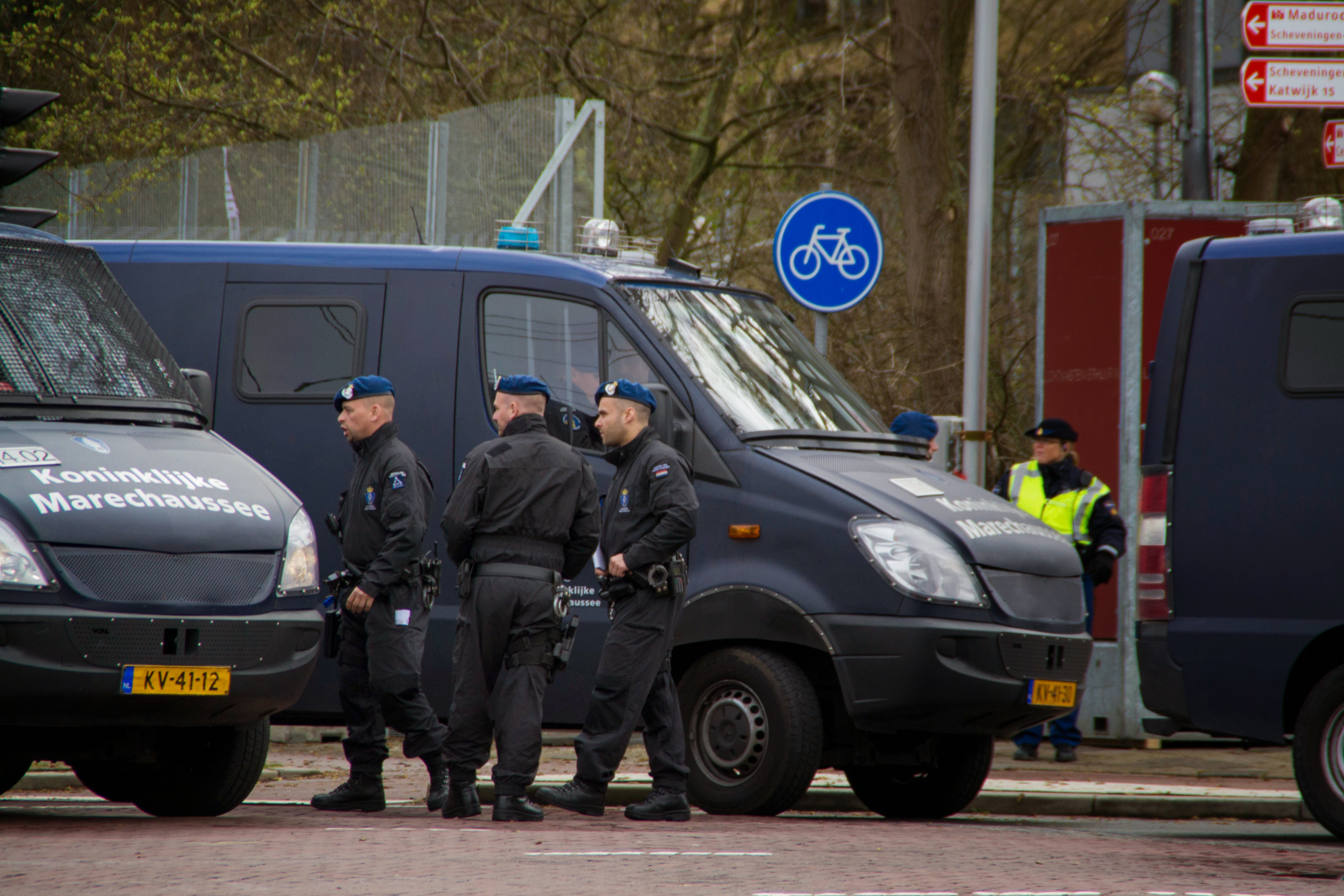
Memrbos do Marechalato Real na Conferência de Segurança Nuclear de 2014

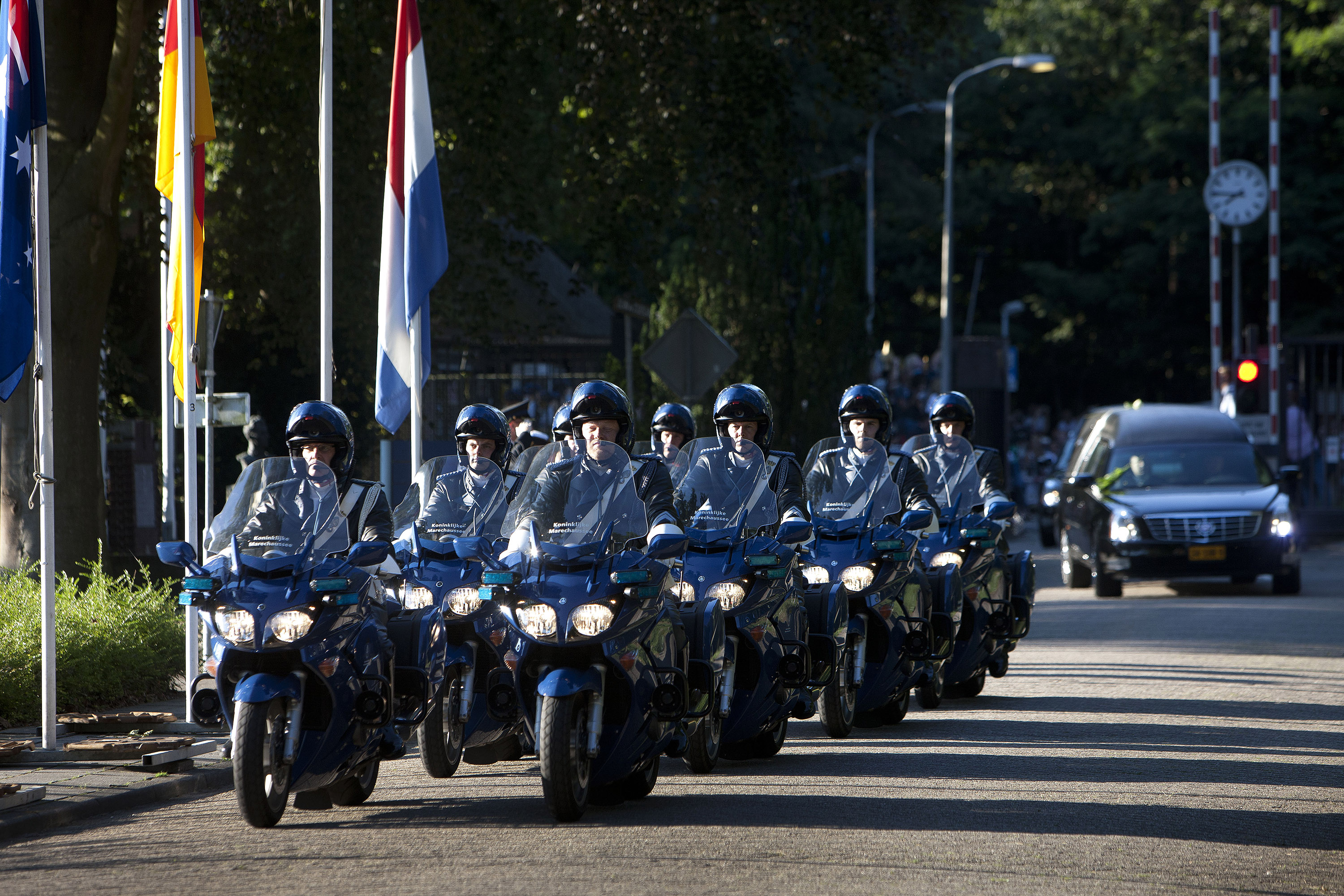
Marechais escoltando vítimas do voo Malaysia Airlines 17.

O atual Marechalato Real é uma organização policial com status militar sob a jurisdição do Ministério da Defesa, com a maior parte do seu trabalho feito para o Ministério da Segurança e Justiça e para o Ministério do Interior e Relações do Reino. O KMar desenvolve as seguintes atividades:
- assistência e substituição da polícia nacional
- combater a imigração ilegal
- combater o crime organizado internacional
- guardas as fronteiras nacionais
- guarda dos palácios reais e da casa do primeiro ministro
- policiamento militar nas Forças Armadas dos Países Baixos
- controle de distúrbios civis e proteção
- serviço de segurança e polícia em todos os aeroportos civis, notadamente no Aeroporto de Schiphol
- proteção VIP incluindo a Família real holandesa e os altos oficiais do governo
- "Brigade Speciale Beveiligingsopdrachten'' (Brigada de Atribuições e Proteção Especial - BSB), forças especiais para prisões, vigilância e proteção
- KMOO, o serviço de polícia militar